# Języki muskogejskie

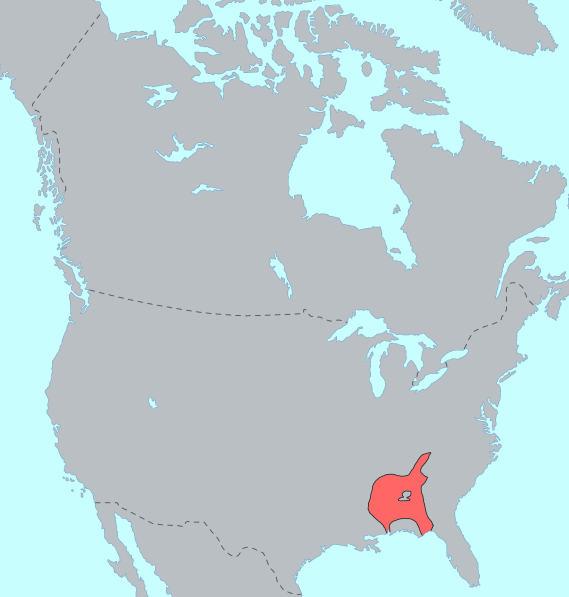
Zasięg języków muskogejskich przed przybyciem Europejczyków

Języki muskogejskie – rodzina języków rdzennej ludności Ameryki Północnej, używanych w południowo-wschodnich Stanach Zjednoczonych. 
Obecnie mówi nimi łącznie około 15 tysięcy osób. Rodzina muskogejska zaliczana bywa niekiedy do nadrodziny siouańsko-muskogejskiej w ramach fyli makrosiouańskiej. Typologicznie są to języki aglutynacyjne. 

## Klasyfikacja języków muskogejskich
języki zachodniomuskogejskie
czikasawski
czoktawski
języki wschodniomuskogejskie
alabama
koasati
krik (muskogi)
mikasuki